# 日本共產黨內奸查問事件
日本共产党内奸查问事件（日语：日本共産党スパイ査問事件），又称日本共产党私刑杀人事件（日语：日本共産党リンチ殺人事件），指的是1933年日本共产党对其怀疑的内奸进行私刑拷打审问的事件。
日本共产党于1922年第一次建党，根据当时的《治安维持法》，日共的建党是非法的。1923年，日共建党遭人告发，日共被迫解散；1926年，日共再度建党。日共党员中混杂有特别高等警察（特高）的特务，试图通过告发日共党员来瓦解日共。
1933年，日共领导人宫本显治、袴田里見怀疑身为日共中央委员的小畑達夫、大泉兼藏二人是特高内奸，于12月23日将二人诱骗到涉谷区的地下联络点，用金属线把手脚绑起来，蒙上眼睛、塞住嘴巴关押监禁。秋笹正之輔、逸見重雄对他们进行暴力殴打。翌日小畑因外伤性休克死亡。查问因小畑的死而终止，小畑被埋尸床下，大泉则被继续关押在地下联络点。1月15日，大泉逃脱，将此事公诸于众。此次事件使日本舆论界哗然，日共的形象受到重挫。
1934年10月，此案预审。1942年6月控訴院判決。1942年12月大審院判決，宮本显治被判处无期徒刑、袴田里見有期徒刑13年、秋笹正之輔有期徒刑7年、逸見重雄有期徒刑5年、木岛隆明有期徒刑2年、加藤亮有期徒刑3年、木俣鈴子缓刑。宫本显治不服判决并上诉，1945年5月放弃上诉。
1945年，駐日盟軍總司令（GHQ）命令釋放政治犯，宮本及袴田被視作政治犯獲釋，宮本加入日共重建並任要職。1947年，東京檢事局發現他們其實不屬於釋放範圍，要求他們繼續服刑，但GHQ隨後下令司法省不得繼續追究此事，判決自此失效。日共認為命令證明判決屬不當，政府就指判決無誤，只是駐日盟軍總司令發出了「超憲法特別指示」，兩人公民權利得以恢復。